# Ramón Montalvo Hernández
Ramón Montalvo Hernández (Ciudad Nezahualcóyotl, 29 de julio de 1974). Es un arquitecto y político mexicano, miembro del Partido de la Revolución Democrática. Fue presidente municipal de Valle de Chalco Solidaridad de 2006 a 2009 y de 2016 a 2018. En el periodo 2012-2015 se desempeñó como diputado federal.

## Estudios
Ramón Montalvo Hernández es Arquitecto egresado de la Universidad Autónoma Metropolitana Unidad Xochimilco, Inicio Trabajando en el Ayuntamiento de Valle de Chalco Solidaridad, en 2000, con el entonces presidente municipal priísta. Luis Enrique Martínez Ventura, como auditor de obras en la contraloría municipal, se dedicó al ejercicio particular de su profesión, ingresó en la actividad política al desempeñarse como coordinador territorial del PRD en Valle de Chalco, puesto en el que permaneció hasta 2003; además ha sido consejero estatal y nacional del PRD.

## Carrera política
De 2000 a 2003 fue Jefe de departamento de Contraloría en el Ayuntamiento de Valle de Chalco y de 2003 a 2006 Director de Obras Públicas del mismo; en 2006 fue postulado candidato del PRD y electo Presidente municipal de Valle de Chalco Solidaridad para el periodo que finalizó en 2009, ese mismo año fue candidato a diputado al Congreso del Estado de México, sin embargo no obtuvo el triunfo.
En 2012 fue elegido diputado federal por representación proporcional a la LXII Legislatura que concluye en 2015 y en donde ocupa los cargos de secretario de las comisiones de Desarrollo Municipal y de Trabajo y Previsión Social, y de integrante de las de Desarrollo Urbano y Ordenamiento Territorial y de Infraestructura.
El 8 de mayo de 2014 sufrió un atentado contra su vida en el que recibió tres disparos de arma de fuego.